# Hôtel particulier de la famille Fay-Solignac
L'hôtel particulier de la famille Fay-Solignac est une maison des XVe et XVIe siècles situé à Tournon-sur-Rhône, en France.

## Localisation
L'hôtel est situé au n°1 Grande-Rue sur la commune de Tournon-sur-Rhône, dans le département français de l'Ardèche.

## Historique
L'édifice date des XVe et XVIe siècles.
Il est inscrit au titre des monuments historiques le 31 mai 1927.